# لج لی
لج لی (فرانسوی: Ladj Ly‎؛ زادهٔ ۳ ژانویهٔ ۱۹۷۸) فیلمساز و فیلمنامه‌نویس اهل فرانسه است. وی در سال ۲۰۱۹ برنده یک جایزه هیئت داوران جشنواره کن برای فیلم بینوایان شد. این فیلم همچنین نامزد جایزه اسکار بهترین فیلم بین‌المللی شد.